# دارکوب پشت‌نردبانی
دارکوب پشت‌نردبانی (نام علمی: Dryobates scalaris) نام یک گونه از خانواده دارکوب است.